# Oley
Oley è una township degli Stati Uniti d'America, nella contea di Berks nello Stato della Pennsylvania. Secondo il censimento del 2000 la popolazione è di 3.583 abitanti.

## Società

### Evoluzione demografica
La composizione etnica vede una maggioranza di quella bianca (98,66%), seguita da quella asiatica (0,28%) dati del 2000.
| township di Oley Popolazione |       |
| 2000                         | 3.583 |
| Stima al 2009                | 3.718 |